# The School-Mistress
The School-Mistress – poemat Williama Shenstone'a (1714–1763), opublikowany po raz pierwszy w 1737. Liczył wtedy dwanaście strof. Utwór został wznowiony w 1842 i poszerzony do dwudziestu ośmiu strof. Ta wersja uchodzi za najbardziej dopracowaną. Utwór został napisany strofą spenserowską, czyli zwrotką dziewięciowersowa, złożoną z ośmiu jambicznych pięciostopowców i jednego jambicznego sześciostopowca (aleksandrynu), rymowaną ababbcbcc.

Ah me! full sorely is my Heart forlorn,
To think that Merit thus neglected lies!
While partial Fame doth with her Blasts adorn
Such Deeds alone, as Pride and Pomp disguise;
Deeds of ill Sort, and mischievous Emprise!
Lend me the Trumpet, Goddess! let me try
To sound the Praise of Merit e'er it dies;
Such as I oft have chanced to espy,
Lost in the dreary Shades of dull Obscurity.